# Isosorbide
L'isosorbide è un composto eterociclico derivato dal glucosio. In condizioni standard si presenta come un solido igroscopico, di colorazione biancastra, biodegradabile e termicamente stabile. Trova principalmente applicazione in medicina ed è potenzialmente utilizzabile come combustibile alternativo alle fonti fossili, ottenibile da biomasse.

## Sintesi
La prima fase della sintesi dell'isosorbide consiste nella produzione di sorbitolo (un alditolo) per riduzione del glucosio. Il sorbitolo viene quindi sottoposto a reazione di disidratazione e, passando attraverso la formazione dell'intermedio sorbitano, si instaurano infine due legami anidro ottenendo un composto eterociclico caratterizzato dalla presenza di due anelli furanosici.

## Applicazioni
L'isosorbide è utilizzato come diuretico principalmente nel trattamento dell'idrocefalo e del glaucoma. Altri farmaci derivati dall'isosorbide, come l'isosorbide dinitrato e l'isosorbide mononitrato, sono impiegati nel trattamento dell'angina pectoris. Altri derivati sono usati come diuretici osmotici e nella cura delle varici esofagee. Similmente ad altri donatori dell'ossido nitrico, questi farmaci abbassano la pressione portale tramite vasodilatazione e diminuiscono la gittata cardiaca. L'associazione isosorbide dinitrato/idralazina, usata come antipertensivo per la popolazione afroamericana, rappresenta la prima prescrizione farmaceutica basata sulla razza autorizzata negli Stati Uniti d'America.
L'isosorbide è usato anche nella produzione di polimeri, quali poliesteri o policarbonati, basati su materie prime di origine vegetale.